# John Kerr (actor)
John Grinham Kerr (Nueva York, 15 de noviembre de 1931 - Pasadena, 2 de febrero de 2013) fue un actor y abogado estadounidense.

## Primeros años
Los padres de Kerr, Geoffrey Kerr y June Walker, fueron ambos actores de teatro y películas, y su abuelo fue Frederick Kerr, un afamado actor en el periodo 1880-1930; John desarrolló un temprano interés en seguir los mismos pasos. Creció en el área de la ciudad de Nueva York, y fue a la Phillips Exeter Academy en Nueva Inglaterra; después del colegio trabajó en el Teatro Brattle en Cambridge, y en el teatro Summer Stock.

## Carrera en teatro
Hizo su debut en Broadway en 1953 en la obra de Mary Coyle Chase, Bernardine, una comedia de preparatoria por la cual ganó un Theatre World Award. En 1955, actuó como un estudiante problemático en la obra de Robert Woodruff Anderson Té y simpatía. Ganó un Premio Tony por su actuación, y protagonizó la película del mismo nombre al año siguiente.

## Carrera en cine y televisión
Su primer trabajo de actuación fue en 1954 en la serie de televisión de la NBC Justice como un jugador de baloncesto que cree que los jugadores han arruinado su éxito en las canchas. Su madre apareció con él en la serie, la cual se enfoca en los casos de abogados con la "Legal Aid Society" del estado de Nueva York.
Él fue el coprotagonista de Leslie Caron en Gaby (1956), el tercer remake de Waterloo Bridge que, en su versión de 1931, participó el abuelo de John Frederick Kerr. John Kerr fue estelar con Deborah Kerr en Té y simpatía haciendo el papel de Tom Lee, un muchacho sensible de 17 años con falta de interés en los aspectos "varoniles" de los deportes, montañismo, además de que las chicas lo etiquetan como "sister-boy" (hermana-chico) en el colegio al que asiste. Laura, la esposa del jefe maestro Bill Reynold ve sufrir a Tom a manos de sus compañeros de escuela (y del esposo de ella), y trata de ayudarlo a encontrarse a sí mismo. John Kerr tuvo un papel mayor en la versión en película de Rodgers and Hammerstein South Pacific (1958), actuando como el teniente Joe Cable, un recién llegado que va a ser enviado en una peligrosa misión de espionaje. En The Crowded Sky (1960), Kerr actuó como un piloto que ayuda al capitán (Dana Andrews) a dirigir un aeroplano herido de vuelta a tierra. Su otra única aparición notable en una película fue en el film de Roger Corman Pit and the Pendulum (1961), coprotagonizado por Vincent Price y Barbara Steele.
En 1965, Kerr fue la estrella invitada en el programa de la NBC The Alfred Hitchcock Hour. Tuvo un papel regular en la serie de la ABC-TV en horario estelar, Peyton Place, actuando como el abogado de distrito John Fowler durante la temporada 1965-66. En 1964-65 apareció como estrella invitada en varios episodios de Twelve O'Clock High. Durante la década de 1970, Kerr tuvo un papel recurrente como el fiscal Gerald O'Brien en la serie de televisión de Quinn Martin The Streets of San Francisco. Su última aparición como actor fue en 1992, en un papel menor para The Ray Bradbury Theater.

## Carrera de abogado
Alrededor de 1966-67 Kerr se interesó en la dirección de películas, y trabajó como aprendiz con Leo Penn, quien entonces estaba dirigiendo episodios de la serie de televisión de Ben Gazzara Run for Your Life; pero Kerr fue rápidamente desencantado por los aspectos mundanos del trabajo, y decidió ingresar en la Facultad de Derecho de la UCLA. Se graduó en dicha facultad, pasando "el listón" de California en 1970. Desde entonces siguió la profesión de abogado a tiempo completo en Beverly Hills, pero aceptó ocasionalmente pequeños papeles en una variedad de producciones de televisión a lo largo de los años.

## Vida personal
Conoció a Priscilla Smith en una clase de lengua y literatura serbocroata en Harvard; se casaron el 28 de diciembre de 1952, y se divorciaron en 1972. Se casó con Barbara Chu en 1979. Kerr tuvo tres hijos (un varón y dos hijas) de su primer matrimonio, y dos hijastros de su segundo matrimonio.